# Cổ Khanh

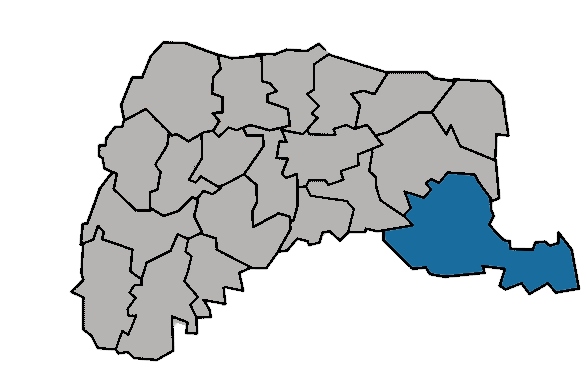
Vị trí tại Vân Lâm

Cổ Khanh (tiếng Trung: 古坑鄉; bính âm: Gǔkēng Xiāng) là một hương (xã) của huyện Vân Lâm, tỉnh Đài Loan, Trung Hoa Dân Quốc (Đài Loan). Hương nằm ở góc đông nam của huyện và được biết đến ở Đài Loan vì là nơi trồng loại cà phê arabica với tên thương hiệu là "cà phê Cổ Khanh". Ngoài ra, trên địa bàn Cổ Khanh còn có trường đại học Khoa-Kỹ Trung Hoa. Hương có diện tích 166,6059 km², dân số vào tháng 8 năm 2011 là 33.742 người thuộc 10.676 hộ gia đình, mật độ cư trú đạt 202,5 người/km².